# Saniona
Saniona er en biofarmaceutisk virksomhed i klinisk fase, der er førende inden for modulering af ionkanaler til behandling af epilepsi og andre neurologiske sygdomme. Sanionas epilepsipipeline omfatter SAN711, en fase 2-klar lægemiddelkandidat, der er rettet mod absenser, SAN2219 til akutte gentagne anfald og SAN2355, som behandler refraktære fokale anfald. Ud over epilepsi har Saniona fire kliniske programmer, der er klar til samarbejde. Tesofensin, Sanionas mest avancerede kandidat, gør fremskridt mod regulatorisk godkendelse af fedme i Mexico gennem partnerskab med Medix. Tesomet™ er klar til fase 2b og retter sig mod sjældne spiseforstyrrelser, mens SAN903 er klar til fase 1 i inflammatorisk tarmsygdom og SAN2465 er klar til præklinisk udvikling af svær depression. Saniona har forskningssamarbejder med velrenommerede partnere, herunder Boehringer Ingelheim GmbH, Productos Medix, S.A de S.V, AstronauTx Limited og Cephagenix ApS. Saniona er baseret i København, og aktien er noteret på Nasdaq Stockholm Main Market.